# Chat du Pantanal
Leopardus braccatus, Leopardus colocolo braccatus
Espèce
Statut de conservation UICN

 NE  : Non évalué
Statut CITES
Le Chat du Pantanal est une espèce (Leopardus braccatus) de félins ou une sous-espèce (Leopardus colocolo braccatus) du Chat des pampas. De la taille d'un Chat domestique, le Chat du Pantanal est un petit félin à la robe fauve à marron, marqués de taches plus ou moins distinctes sur les flancs, de rayures sombres sur les pattes et la queue. Le mélanisme est signalé à l'état sauvage comme en captivité.
Assez peu étudié, le Chat du Pantanal vit dans les prairies plus ou moins couvertes de broussailles et fruticées et les forêts ouvertes du Brésil, de l'Uruguay et du Paraguay. Son statut taxonomique est débattu depuis les années 1990, les analyses morphologiques et génétiques donnant des résultats contradictoires. Le Chat du Pantanal est considéré tantôt comme une sous-espèce (par exemple par l'Union internationale pour la conservation de la nature (UICN)) tantôt comme une espèce (par exemple par la CITES ou Mammal Species of the World).
Fragilisé par la modification et la perte de son habitat en raison du développement important de l'agriculture et de l'élevage en Amérique du Sud, le Chat du Pantanal peut être localement abondant dans les zones protégées. L'UICN classe le Chat des pampas comme quasi menacé.

## Dénomination
Le Chat du Pantanal doit son nom au Pantanal, une zone humide du centre de l'Amérique du Sud. Le nom scientifique est Leopardus braccatus lorsqu'il est considéré comme une espèce et Leopardus colocolo braccatus pour une sous-espèce. Des synonymes du terme Leopardus existent : Oncifelis et Lynchailurus,.

## Description

### Physique
Le Chat du Pantanal est un petit félin, d'une taille avoisinant celle du chat domestique. Le pelage est jaunâtre à marron, avec des taches brun foncé sur les flancs, une gorge plus claire, deux lignes sombres sur chaque joue, des rayures noires sur les jambes et la poitrine, des pieds noirs et l'extrémité de la queue noite. Les oreilles sont grandes, de couleur gris foncé à noir avec parfois une marque plus claire sur la face externe. Un cas de mélanisme a été noté une seule fois au Brésil, bien que des sujets noirs aient été observés en captivité.
Deux sous-espèces existent sur la base du patron du pelage. L. b. braccatus est presque entièrement brun-rouille avec des taches floues, la queue porte des rayures continues et l'extrémité bien noire et les pieds entièrement noirs. L. b. munoai est plus pâle et jaunâtre, avec des taches sur les flancs plus précises et plus brunes, la queue porte des anneaux discontinus avec une extrémité noire moins grande, et des pieds noirs uniquement sur les soles.

### Comportement
Le Chat du Pantanal est diurne, solitaire et territorial. La superficie du territoire varie de 3 à 37 km2. C'est un prédateur de petits mammifères comme les cobayes, les oiseaux, les petits lézards et les serpents. Encore mal connus, la biologie et le comportement du Chat du Pantanal est probablement semblable à celle du Colocolo. L'hybridation naturelle avec l'oncille est documentée au Brésil.

## Taxonomie

### La lignée des ocelots
Arbre phylogénétique du genre Leopardus
|  | Leopardus wiedii - Marguay  |
|  |                             |
|  | Leopardus pardalis - Ocelot |
|  |                             |

|  | Leopardus jacobita - Chat des Andes  |
|  |                                      |
|  | Leopardus colocolo - Chat des Pampas |
|  |                                      |

|  | Leopardus tigrinus - Chat-tigre        |
|  |                                        |
|  | Leopardus guigna - Kodkod              |
|  |                                        |
|  | Leopardus geoffroyi - Chat de Geoffroy |
|  |                                        |

|  | Leopardus jacobita - Chat des Andes  |
|  |                                      |
|  | Leopardus colocolo - Chat des Pampas |
|  |                                      |

|  | Leopardus tigrinus - Chat-tigre        |
|  |                                        |
|  | Leopardus guigna - Kodkod              |
|  |                                        |
|  | Leopardus geoffroyi - Chat de Geoffroy |
|  |                                        |

|  | Leopardus wiedii - Marguay  |
|  |                             |
|  | Leopardus pardalis - Ocelot |
|  |                             |

|  | Leopardus jacobita - Chat des Andes  |
|  |                                      |
|  | Leopardus colocolo - Chat des Pampas |
|  |                                      |

|  | Leopardus tigrinus - Chat-tigre        |
|  |                                        |
|  | Leopardus guigna - Kodkod              |
|  |                                        |
|  | Leopardus geoffroyi - Chat de Geoffroy |
|  |                                        |

|  | Leopardus jacobita - Chat des Andes  |
|  |                                      |
|  | Leopardus colocolo - Chat des Pampas |
|  |                                      |

|  | Leopardus tigrinus - Chat-tigre        |
|  |                                        |
|  | Leopardus guigna - Kodkod              |
|  |                                        |
|  | Leopardus geoffroyi - Chat de Geoffroy |
|  |                                        |

La phylogénie s'est longtemps basée sur l'étude des fossiles d'un animal afin de préciser l'apparition et l'évolution d'une espèce. La phylogénie moderne s'appuie essentiellement sur les analyses génétiques en raison du nombre peu important de fossiles de félins. Le premier félin est apparu il y a onze millions d'années.
Les félins ont divergé en huit lignées distinctes. La lignée des ocelots, correspondant au genre Leopardus est la quatrième  par ordre de divergence. Il y a neuf millions d'années, les félins migrent pour la première fois vers le continent américain en passant par la Béringie,.
Le niveau des océans remontent à nouveau au cours du Miocène, et les précurseurs des lignées de l'ocelot, du lynx et du puma se trouvent isolés des populations du vieux continent. La lignée de l'ocelot commence à diverger il y a huit millions d'années. Elle se distingue notamment par un nombre de chromosomes différents de celui des autres lignées : 36 chromosomes au lieu de 38. Durant le Pliocène, il y a deux à trois millions d'années, le niveau des océans baisse à nouveau : l'isthme de Panama émerge et permet aux félins, et notamment à la lignée de l'ocelot, de conquérir l'Amérique du Sud. La diversification en espèces s'opère durant cette période et le dernier ancêtre commun du genre Leopardus est daté d'il y a 2,9 millions d'années.

### Le cas du Chat des pampas

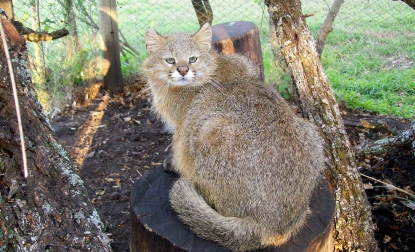
Un Chat des pampas dont la subdivision en espèce ou sous-espèces est encore très débattue.

La classification du Chat des pampas (Leopardus colocolo), et donc du Chat du Pantanal qui en découle, est encore fortement débattue. Dans les années 1990, des études morphologiques, basées sur la couleur et le patron du pelage, des mesures crâniennes et l'observation de l'habitat tendent vers la séparation de l'espèce en trois espèces distinctes Leopardus braccatus (Cope, 1889), Leopardus pajeros et Leopardus colocolo,.
Les études génétiques n'ont pas validé cette hypothèse, amenant certaines autorités et notamment l'Union internationale pour la conservation de la nature à considérer le Chat du Pantanal comme une sous-espèce en attendant que de nouvelles études puissent valider définitivement ce statut taxonomique, d'autres pensant qu'il s'agit « quasiment d'une espèce distincte » et la validité des études génétiques est discutée.
Lorsque le Chat du Pantanal est considéré comme une espèce séparée, deux sous-espèces sont reconnues :
- Leopardus braccatus braccatus (Cope, 1889) – centre du Brésil, l'est du Paraguay, l'est de la Bolivie et le nord-est de l'Argentine[9],[4].
- Leopardus braccatus munoai (Ximenez, 1961) – Rio Grande do Sul au Brésil et l'Uruguay[9],[4].

## Distribution et habitat

Aire de répartition du Chat des pampas en tant qu'espèce unique (en rose) et aire de répartition théorique du Chat du Pantanal (en rouge).

L'aire de distribution du Chat du Pantanal  s'étend dans le centre-est du Brésil, l'Uruguay et les régions voisines de la Bolivie, du Paraguay et de l'Argentine. Ce félin vit depuis le niveau de la mer jusqu'à 2 000 mètres d'altitude,. Le Chat du Pantanal doit son nom au Pantanal, une zone humide du centre de l'Amérique du Sud,, mais l'habitat est très varié. Au Brésil, le Chat du Pantanal occupe les forêts subtropicales, les forêts ouvertes et les prairies. Au Paraguay, des forêts de fruticées et des zones de broussaille. En Uruguay, des zones marécageuses. Des observations ont été reportées dans les terres agricoles, ce qui montre que ce félin a une certaine tolérance à la perturbation humaine.
Des pièges photographiques posés au parc national des Emas ont montré que le Chat du Pantanal est assez commun dans le parc. Les principales menaces pesant sur le Chat du Pantanal sont la transformation de son habitation en terrains agricoles et la modification des prairies par la présence du bétail. Il est occasionnellement piégé pour protéger les volailles de sa prédation et est une victime fréquente des accidents routiers.
L'Union internationale pour la conservation de la nature considère le Chat du Pantanal comme une sous-espèce du Chat des pampas (Leopardus colocolo), classé comme « quasi menacé » (NT) en raison de la réduction importante de son habitat. La résolution du statut taxonomique du Chat des pampas est considéré comme un point important pour la sauvegarde de ces félins. Le Chat du Pantanal est en voie d'extinction en Uruguay en raison d'une pression humaine trop importante et les populations du Brésil sont considérées comme vulnérables. La chasse est interdite en Bolivie et au Paraguay. La CITES considère le Chat du Pantanal comme une espèce et la liste en annexe II.